# Комод

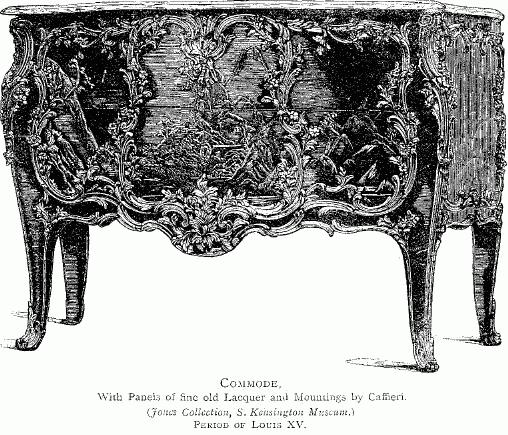
Комод епохи Людовика XV

Комо́д (фр. commode — «зручний») — предмет меблів з висувними шухлядами для зберігання одягу.

## Історія
Комоди увійшли в ужиток на початку XVIII століття. XVII століття в Італії та Франції з'явилися на землю двохдверні шафи з висувними коробки, які насправді можуть бути розглянуті як перші комоди — зоряний час рококо-комодів. Розкішні і елегантні комоди рококо багато інкрустовані, різних форм. Виготовлялись з перлів, слонової кістки, напівдорогоцінного каміння, бронзи.  Класицистичні та ампірні комоди стають функціональнішими, скромнішими в оздобі, фасади були в основному округлі або овальні.
В Україні, в порівнянні з скринею, комод сприймався як більш практичний та більш зручний. Уже в радянський час поступово був витіснений шифоньєром, який крім висувних ящиків, має також відділення з вішалками для верхнього одягу, і в своєму універсальному призначенні виявився зручнішим та прийнятнішим з огляду на появу норм обмеження жилоплощі.

## В інтер'єрі
Незважаючи на нібито простий дизайн, комоди різноманітні — вони мають різну висоту, ширину і глибину. Комоди можуть бути розміщені окремо, а також між вбудованими меблями. Комоди — дуже функціональні меблі. Вони компактніші, ніж шафи і займають менше місця.
Комоди — не лише меблі для зберігання брудного чи випраного одягу. Комоди також підходять для контейнерів або пляшок зберігання вина. Основні технологічні удосконалення внесені в висувні елементи. Зокрема, ці поліпшення позначилися на кухонних ящиках. Деякі моделі вже не з ручками — дверні замки з так званої «клік»-системи. Були змінені і системи відкривання дверцят.